# Pseudanophthalmus vicarius
Pseudanophthalmus vicarius är en skalbaggsart som beskrevs av Barr. Pseudanophthalmus vicarius ingår i släktet Pseudanophthalmus och familjen jordlöpare. Inga underarter finns listade i Catalogue of Life.